# Campionati europei di ciclismo su strada 2023 - Cronometro femminile Elite
L'ottava prova della cronometro femminile Elite dei Campionati europei di ciclismo su strada, si è disputata il 20 settembre 2023 su un percorso di 29,8 km con partenza ed arrivo da Emmen, nei Paesi Bassi. La medaglia d'oro è stata vinta per la terza volta consecutiva dalla svizzera Marlen Reusser, la quale ha completato il percorso con il tempo di 35'53"53 alla media di 49,82 km/h; l'argento è andato alla britannica Anna Henderson e il bronzo all'austriaca, Christina Schweinberger.
Sul traguardo 30 cicliste, su altrettanti partenti, portarono a termine la competizione.

## Ordine d'arrivo (Top 10)
| Pos. | Corridore           | Squadra       | Tempo     |
| ---- | ------------------- | ------------- | --------- |
| 1    | Marlen Reusser      | Svizzera      | 35'53"53  |
| 2    | Anna Henderson      | Gran Bretagna | a 43"36   |
| 3    | C. Schweinberger    | Austria       | a 44"05   |
| 4    | Audrey Cordon-Ragot | Francia       | a 47"61   |
| 5    | Lotte Kopecky       | Belgio        | a 48"48   |
| 6    | Anna Kiesenhofer    | Austria       | a 55"49   |
| 7    | Riejanne Markus     | Paesi Bassi   | a 1'00"22 |
| 8    | Eugenia Bujak       | Slovenia      | a 1'08"74 |
| 9    | Elinor Barker       | Gran Bretagna | a 1'11"60 |
| 10   | Valeriya Kononenko  | Ucraina       | a 1'21"85 |